# Segundo Blanco
Segundo Blanco González (Gijón, 1899 - México, 1957) est un homme politique et anarchiste espagnol. Il est Ministre de l'Instruction publique et de la Santé dans le dernier gouvernement de la seconde république.